# Красноспинный полоз
Красноспинный полоз (лат. Oocatochus rufodorsatus) — вид змей семейства ужеобразных, относящийся к монотипическому роду живородящие полозы.

## Описание
Красноспинный полоз — средних размеров змея, с длиной тела до 77 см, хвост примерно в 3,5-6 раз короче тела. Верхняя сторона буро-коричневатого или оливково-коричневатого цвета с четырьмя рядами вытянутых в длину более тёмных, обычно в светлой окантовке пятен, которые в задней половине тела сливаются в сплошные, продолжающиеся на хвосте узкие полосы. На верхней стороне головы характерный рисунок, состоящий из четырёх попарно сходящихся под острым углом на лбу косых тёмных полос, переходящих сзади в 2 продолжающиеся по сторонам шеи короткие туловищные полоски. На боках головы от заднего края глаз до углов рта проходит узкая чёрная полоска, выходящая иногда на шею и переднюю часть туловища. Брюхо желтоватое, с чёрными, вытянутыми поперёк пятнами, расположенными местами в шахматном порядке.

## Распространение
Юг Дальнего Востока, на север примерно до Хабаровска и на северо-запад до рек Зея и Бурея.

## Образ жизни
Как правило, держится вблизи воды, обитая в зарослях по берегам текучих и стоячих водоёмов. Довольно обычен. Превосходно плавает и ныряет. Питается мелкой рыбой и земноводными. В конце сентября самка рождает 8-20 детёнышей длиной до 20 см в полупрозрачных яйцевых оболочках, которые тотчас же разрываются, и детёныши расползаются в стороны (яйцеживорождение). Для человека безвреден.

## Сходные виды
Хорошо отличается от других видов полозов нашей фауны крупными чёрными прямоугольными пятнами на нижней стороне тела.